# Абдуллаев, Абдулахад Абдуллаевич
Абдулахад Абдуллаевич Абдуллаев (род. 1928, Маргилан, Ферганская область, УзССР) — узбекский и советский государственный и театральный деятель, искусствовед, переводчик. Председатель Госкино Узбекской ССР (с 1974).

## Биография
Выпускник восточного факультета Ташкентского государственного университета им. В. И. Ленина 1951 года.
После его окончания работал в учреждениях министерства культуры Узбекской ССР , был начальником отдела кадров и учебных заведений, заместителем, начальником Управления искусств Министерства культуры Узбекской ССР, начальником сценарного отдела киностудии «Узбекфильм», старшим референтом отдела культуры Управления делами Совета Министров Узбекской ССР, директором Академического театра драмы имени Хамзы (с 2001 года — Узбекский национальный академический драматический театр) в Ташкенте, директором киностудии «Узбекфильм».
С 1974 года — председатель Госкино Узбекской ССР. Одновременно Генеральный директор Ташкентского Международного кинофестиваля стран Азии, Африки и Латинской Америки.
Занимался переводами художественной литературы на узбекский язык.
Автор книг «Очерки истории кинодраматургии Узбекистана» (1963), «Пятьдесят лет узбекского кино» (1976, «Борющийся экран. Материалы кинофестиваля» (1980), «Фильмы и годы» (1980) и др.

## Награды
- Орден Трудового Красного Знамени (дважды),
- Почётные грамоты Президиума Верховного Совета Узбекской ССР.